# Цеттерхольм, Антон
Антон Цеттерхольм (швед. Anton Zetterholm, 24 июня 1986, Векшё) — шведский и немецкий актёр, певец мюзиклов.

## Биография
Окончил Балетную академию в Гётеборге.
В 17 лет исполнял роль Малыша Джона в мюзикле «Вестсайдская история», впоследствии, Сэра Хисса в мюзикле «Робин Гуд». В 2008 году по результатам реалити-шоу Ich Tarzan, Du Jane! Антон Цеттерхольм с Элизабет Хюберт получили главные роли в немецкой версии мюзикла «Тарзан». В августе 2010 получил роль Фиеро в мюзикле «Злая». В настоящее время исполняет роль Анжольраса в мюзикле Отверженные  в Вест-Энде.
Был актёром CGI и озвучил в немецком мультипликационном фильме 2013 года Тарзан заглавную роль.